# Carl Safina
Carl Safina (Nueva York, 1955) es un ecólogo, etólogo, escritor de divulgación y profesor universitario estadounidense.

## Biografía
Nacido y criado en Brooklyn, Nueva York, es licenciado en Ciencias Ambientales por la Universidad Estatal de Nueva York en Purchase y se doctoró en Ecología por la Universidad Rutgers. Es presidente fundador del Safina Center y primer titular de la cátedra de Naturaleza y Humanidad de la Universidad de Stony Brook, donde enseña en la School of Marine and Atmospheric Sciences.
Conocido conservacionista marino, desarrolla su investigación en el ámbito del comportamiento, el pensamiento y las emociones de los animales no humanos. Fue el presentador de la serie televisiva Saving the Ocean with Carl Safina (PBS, 2012) y ha escrito siete libros, entre los que destacan Song for the Blue Ocean: Encounters Along the World’s Coasts and Beneath the Seas (Henry Holt and Co., 1998) y su última obra, Mentes maravillosas. Lo que piensan y sienten los animales (Galaxia Gutenberg, 2017).  Publica sus artículos en The New York Times, National Geographic, Audubon y otras revistas, así como en las webs de National Geographic News, Huffington Post y CNN.com.
Ha obtenido las becas MacArthur, Pew y Guggenheim, los premios literarios Orion, Lannan y National Academies, y las medallas John Burroughs y George Raab.